# حميد الحميدي (ممثل)
حميد حميدي ممثل إماراتي.

## أعماله
له أعمال قليلة ومنها في التلفزيون

### المسلسلات
- خيانة وطن 2016 (مع نخبة من الممثلين)
- عود أخضر 2016 (مع بدر ال زيدان و جاسم النبهان)
- أوراق من الماضي 2014 (مع علاء النعيمي و باسمة حمادة و عبد الله عبد العزيز )
- محال 2013 (مع جاسم النبهان و فاطمة الحوسني و عبد الرحمن العقل)
- وديمة 2011 (مع فاطمة الحوسني و ليلى السلمان و هدى الغانم)
- أوراق الحب 2010 (مع سيف الغانم  و ميساء مغربي و شهاب جوهر)
- للأسرار خيوط 2009 (مع غازي حسين و جاسم النبهان و أميرة محمد)
- الكفن 1999 (مع أحمد الجسمي و علاء النعيمي و مرعي الحليان)